# I'm Your Fan
I'm Your Fan: The Songs of Leonard Cohen je tribute album složené z písní Leonarda Cohena. Album vyšlo v roce 1991. Název byl odvozen od alba I'm Your Man, které Cohen vydal v roce 1988.

## Seznam skladeb
| Pořadí         | Název                             | Interpret(i)                | Délka   |
| -------------- | --------------------------------- | --------------------------- | ------- |
| 1.             | Who by Fire                       | The House of Love           |         |
| 2.             | Hey, That's No Way to Say Goodbye | Ian McCulloch               |         |
| 3.             | I Can't Forget                    | Pixies                      |         |
| 4.             | Stories of the Street             | That Petrol Emotion         |         |
| 5.             | Bird on the Wire                  | The Lilac Time              |         |
| 6.             | Suzanne                           | Geoffrey Oryema             |         |
| 7.             | So Long, Marianne                 | James                       |         |
| 8.             | Avalanche IV                      | Jean-Louis Murat            |         |
| 9.             | Don't Go Home with Your Hard-On   | David McComb & Adam Peters  |         |
| 10.            | First We Take Manhattan           | R.E.M.                      |         |
| 11.            | Chelsea Hotel                     | Lloyd Cole                  |         |
| 12.            | Tower of Song                     | Robert Forster              |         |
| 13.            | Take This Longing                 | Peter Astor                 |         |
| 14.            | True Love Leaves No Traces        | Dead Famous People          |         |
| 15.            | I'm Your Man                      | Bill Pritchard              |         |
| 16.            | A Singer Must Die                 | The Fatima Mansions         |         |
| 17.            | Tower of Song                     | Nick Cave and the Bad Seeds |         |
| 18.            | Hallelujah                        | John Cale                   |         |
| Celková délka: | Celková délka:                    | Celková délka:              | 1:15:41 |